# Performance (album)
Performance is het twaalfde muziekalbum van de Duitse muziekgroep Eloy. De verwachting was dat het album zou aansluiten op de vorige twee albums om zo een soort trilogie op te bouwen. Het bleek echter bij uitgave een losstaand album te zijn. Het album is opgenomen in de studio van Bornemann, de Horus Studio te Hannover. Opvallend is de vooraanstaande basgitaarpartijen in sommige liedjes.    

## Musici
- Frank Bornemann — zang, gitaar
- Klaus-Peter Matziol — basgitaar
- Fritz Randow — slagwerk, percussie
- Hannes Arkona — gitaar, toetsinstrumenten
- Hannes Folberth — toetsinstrumenten

## Tracklist
Allen gecomponeerd door Eloy; teksten door  Sigi Hausen.

| Nr. | Titel            | Duur |
| --- | ---------------- | ---- |
| 1.  | In disguise      | 4:29 |
| 2.  | Shadow and light | 5:17 |
| 3.  | Mirador          | 3:44 |
| 4.  | Surrender        | 5:38 |
| 5.  | Heartbeat        | 6:26 |
| 6.  | Fools            | 5:10 |
| 7.  | A broken frame   | 8:10 |

| Nr. | Titel                   | Duur |
| --- | ----------------------- | ---- |
| 8.  | Shadow and light (Live) | 5:08 |
| 9.  | Heartbeat (Live 1983)   | 6:00 |
| 10. | Fools (Live 1983)       | 4:49 |